# Gmina Kargowa
Die Gmina Kargowa [kargˈɔva] ist eine Stadt-und-Land-Gemeinde im Powiat Zielonogórski der Woiwodschaft Lebus in Polen. Ihr Sitz ist die gleichnamige Stadt (deutsch Unruhstadt, früher Karge) mit etwa 3750 Einwohnern.

## Geographie
Der Ostteil der Gemeinde grenzt an die Woiwodschaft Großpolen. Die Kreisstadt Zielona Góra (Grünberg in Schlesien) liegt 30 Kilometer südwestlich. Zu den Gewässern gehört die Obrzyca (Raule Obra).

## Gliederung
Zur Stadt-und-Land-Gemeinde (gmina miejsko-wiejska) Kargowa gehören die Stadt selbst und folgende Dörfer mit Schulzenämtern (sołectwa, deutsche Namen bis 1945):
| - Chwalim (Altreben) - Dąbrówka (Dorotheenau) - Karszyn (Karschin) - Nowy Jaromierz (Neu Jaromierz, 1937–1945 Neu Hauland) - Obra Dolna (Alt Obra Hauland) | - Smolno Mały (Klein Schmöllen) - Smolno Wielkie (Groß Schmöllen) - Stary Jaromierz (Alt Jaromierz) - Wojnowo (Woynowo, 1934–1945: Reckenwalde) |

Kleinere Siedlungen sind Kaliska (Pfalzdorf), Linie (Liehne), Przeszkoda (Lusche) und Szarki.

## Partnergemeinden
- Schulzendorf, Deutschland
- Jatznick, Deutschland